# Rajd Grecji 1995
Rajd Akropolu 1995 (42. Acropolis Rally) – szósta runda eliminacji Dwulitrowego Rajdowego Pucharu Świata w roku 1995, który odbył się w dniach 27-31 maja. Bazą rajdu było miasto Ateny.

## Wyniki końcowe rajdu
| Msc.                   | Kierowca                  | Pilot                  | Samochód                  | Czas                   | Strata                 | Grupa                  |                        |
| Klasyfikacja generalna | Klasyfikacja generalna    | Klasyfikacja generalna | Klasyfikacja generalna    | Klasyfikacja generalna | Klasyfikacja generalna | Klasyfikacja generalna | Klasyfikacja generalna |
| ---------------------- | ------------------------- | ---------------------- | ------------------------- | ---------------------- | ---------------------- | ---------------------- | ---------------------- |
| 1                      | Aris Vovos                | Kóstas Stefanis        | Lancia Delta HF Integrale | 6:37.19                | 0.0                    | A8                     |                        |
| 2.                     | Rudi Stohl                | Peter Müller           | Audi Coupé S2             | 6:40.20                | +3.01                  | A8                     |                        |
| 3.                     | Erwin Weber               | Manfred Hiemer         | Seat Ibiza GTI 16V        | 6:40.28                | +3.09                  | A7                     |                        |
| 4.                     | Antonio Rius              | Manuel Casanova        | Seat Ibiza GTI 16V        | 6:43.28                | +6.09                  | A7                     |                        |
| 5.                     | Stratis Hatzipanayiotou   | Tonia Pavli            | Nissan Sunny GTI          | 6:48.30                | +11.11                 | A7                     |                        |
| 6.                     | Pavlos Moschoutis         | Níkos Mouzakis         | Mazda 323 GTR             | 6:51.48                | +14.29                 | N4                     |                        |
| 7.                     | Emmanouel Panayiotopoulos | Níkos Panou            | Nissan Sunny GTI-R        | 6:53.29                | +16.10                 | N4                     |                        |
| 8.                     | Pavel Sibera              | Petr Gross             | Škoda Felicia Kit Car     | 6:58.15                | +20.56                 | A6                     |                        |
| 9.                     | Freddy Loix               | Jiří Klíma             | Opel Astra GSI 16V        | 7:12.56                | +35.37                 | A7                     |                        |
| 10.                    | Aris Kolokithas           | Grigoris Karavangelis  | Mazda 323 GTX             | 7:18.04                | +40.45                 | N4                     |                        |
| 2L WRC                 |                           |                        |                           |                        |                        |                        |                        |
| 1 (3).                 | Erwin Weber               | Manfred Hiemer         | Seat Ibiza GTI 16V        | 6:40.28                | -                      | A7                     |                        |
| 2 (4).                 | Antonio Rius              | Manuel Casanova        | Seat Ibiza GTI 16V        | 6:43.28                | +3:00                  | A7                     |                        |
| 3 (5).                 | Stratis Hatzipanayiotou   | Tonia Pavli            | Nissan Sunny GTI          | 6:48.30                | +8:02                  | A7                     |                        |